# Centrale voor Textiel, Kleding en Diamant
De Centrale voor Textiel, Kleding en Diamant (TKD), in het Frans Centrale du Textile, Vêtement et Diamant (TVD) was een Belgische vakcentrale die was aangesloten bij het Algemeen Belgisch Vakverbond (ABVV).

## Geschiedenis
In 1994 fuseerde de Textielarbeiderscentrale van België (TACB) met de Centrale der Kleding en Aanverwante Vakken van België (CKB) en de Algemene Diamantbewerkersbond van België (ADB) en werd het ABVV Textiel, Kleding en Diamant (TKD) opgericht.
Op 1 januari 2014 fuseerde de TKD met de Algemene Centrale. De laatste voorzitter was Dominique Meyfroot en de laatste algemeen-secretaris was John Colpaert.

## Sectoren
De sectoren (Tussen de haakjes vind je het paritair comité waartoe elke sector behoorde) waarin TKD actief was, waren:
- Meester-kleermaker (PC 107)
- Confectie (PC 109)
- Textielverzorging (PC 110)
- Textiel (PC 120)
- Textiel Verviers (PC 120.01)

- Vlas (PC 120.02)
- Jute (PC 120.03)
- Lompen (PC 142.02)
- Haarsnijderijen (PC 148.01)
- Bont (PC 148.03)

- Pelslooierijen (PC 148.05)
- Grote kleinhandelzaken (PC 311)
- Dienstencheques (PC 322.01)
- Diamant (PC 324)